# هارفي ويلسون هاركنيس
هارفي ويلسون هاركنيس (بالإنجليزية: Harvey Wilson Harkness)‏ هو عالم فطريات ومؤرخ طبيعي أمريكي، ولد في 25 مايو 1821 في بيلهام في الولايات المتحدة، وتوفي في 10 يوليو 1901 في سان فرانسيسكو في الولايات المتحدة.